# Gigantochloa atroviolacea
Gigantochloa atroviolacea är en gräsart som beskrevs av Elizabeth A. Widjaja. Gigantochloa atroviolacea ingår i släktet Gigantochloa och familjen gräs.
Artens utbredningsområde är Java. Inga underarter finns listade i Catalogue of Life.

## Bildgalleri

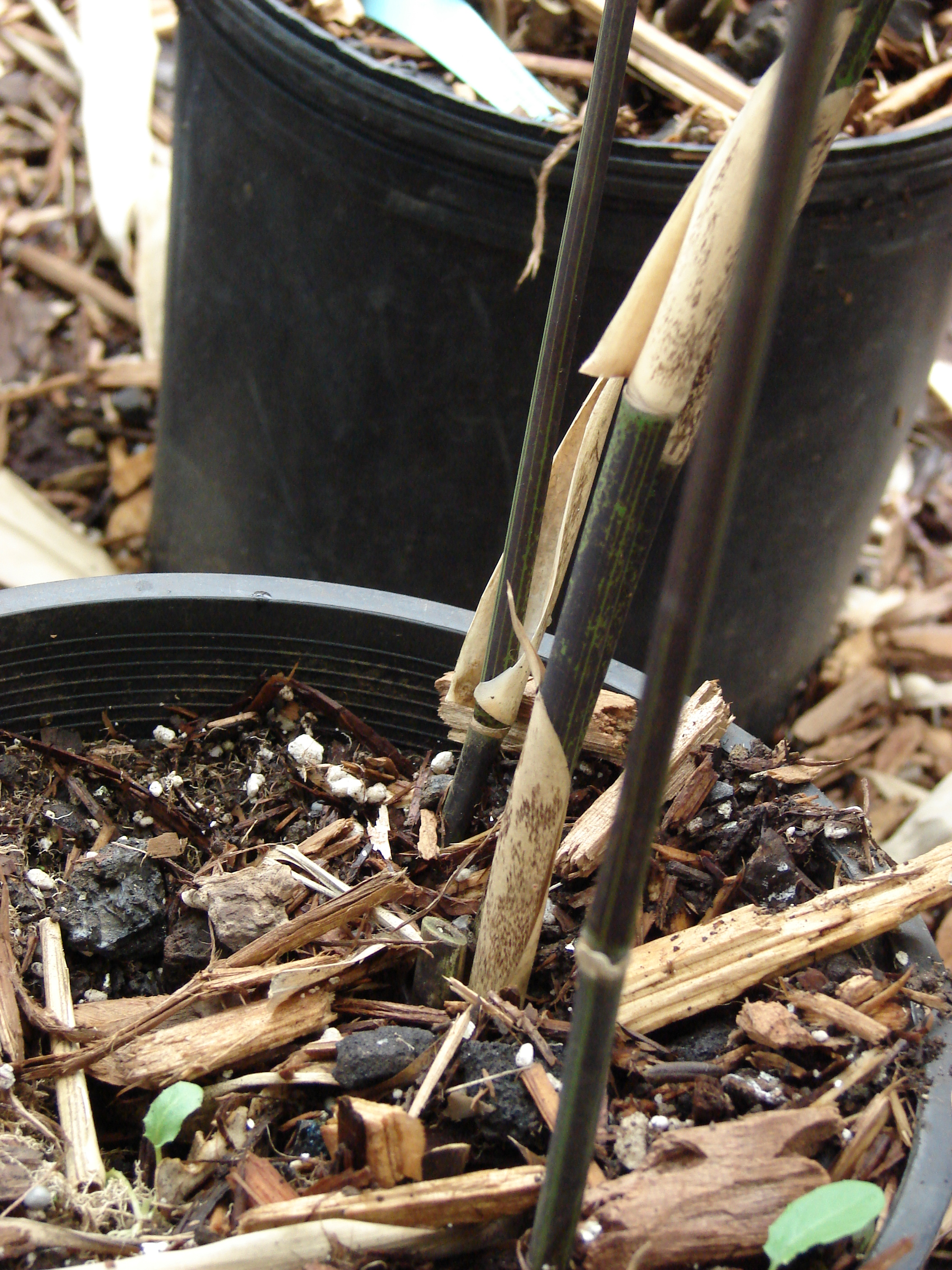
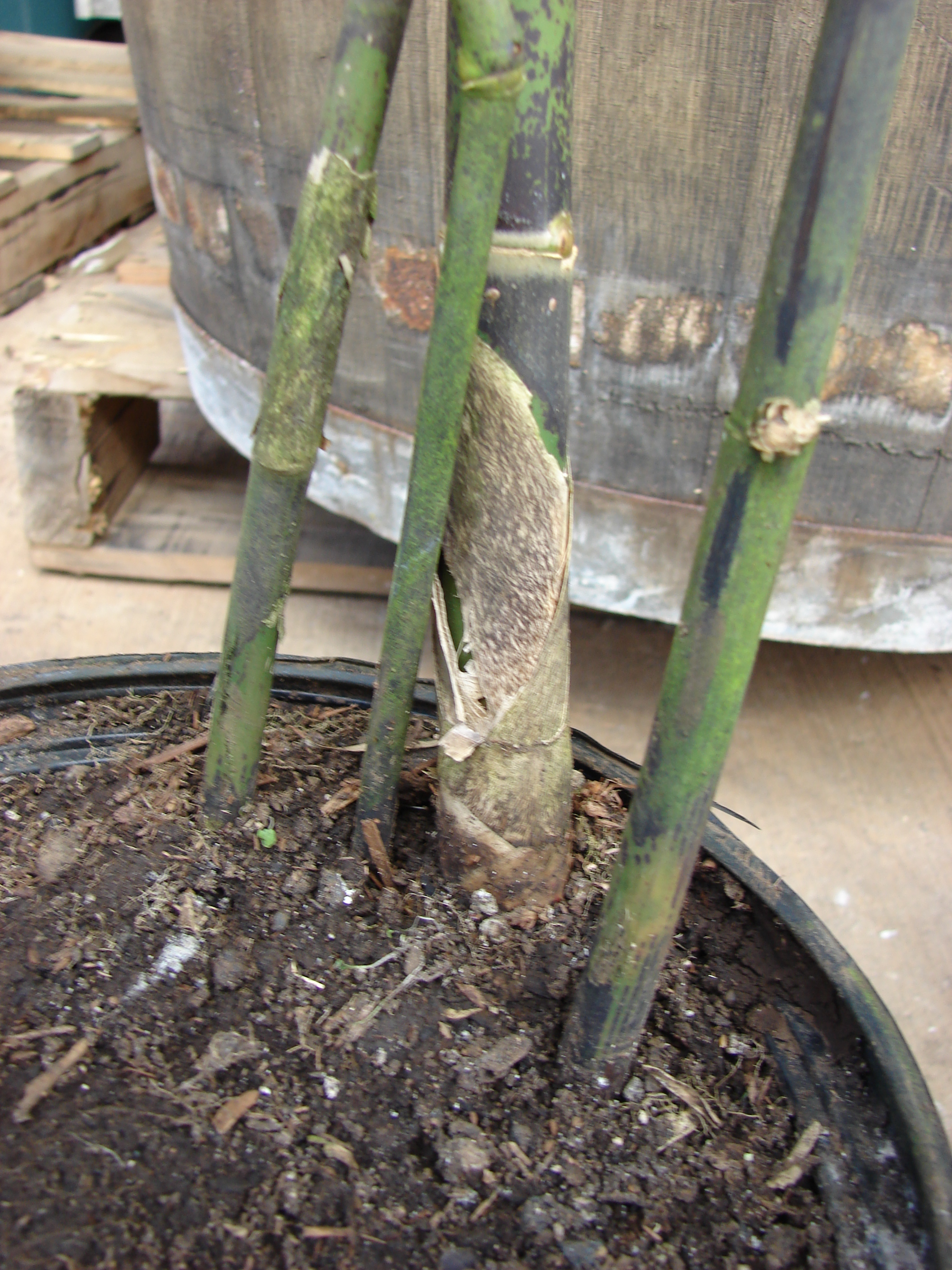